# Torre di Uig
La torre di Uig (in inglese Uig Tower), anche nota come la Follia del capitano Fraser, si trova nell'omonimo villaggio sulla penisola Trotternish dell'isola Skye in Scozia. La torre venne edificata nel XIX secolo ed è considerata un capriccio architettonico.

## Storia

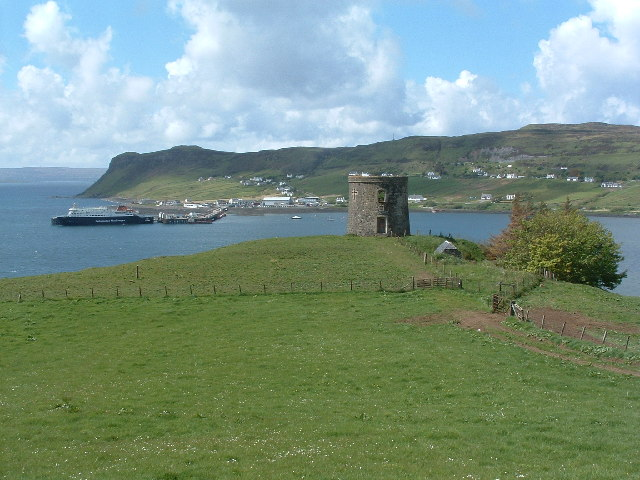
La torre e la baia

La torre di Uig venne costruita attorno al 1860 sulla baia di fronte a Rubha Idrigil. Fu edificata per il maggiore William Fraser che già possedeva dal 1855 la casa nella tenuta di Kilmuir. Questa casa venne poi spazzata via dalla grande alluvione che interessò Skye nel 1877. Fu costruita per essere data in affitto e quando Uig Lodge, la casa di Fraser fu distrutta dall'alluvione il maggiore decise di aumentare gli affitti per tutte le sue case. Gli inquilini si rifiutarono di pagare e Fraser tentò inutilmente di sfrattare una famiglia. Fraser chiese aiuto al governo che inviò tre navi con 400 marines e agenti di polizia. Gli albergatori locali rifiutarono di fornire alloggio alla polizia e i traghettatori si ritirarono per protesta. L'eccessiva dimostrazione di forza venne riportata dalla stampa e il ministro dell'Interno ordinò il ritiro delle forze. Come risultato dello scontro la Highland Land League si presentò al Parlamento nel 1885 e fu approvato il Crofter's Holding Act, in base al quale il governo rilevò la proprietà del maggiore Fraser e vennero costruite nuove abitazioni per le famiglie. La torre fu successivamente utilizzata come residenza familiare, poi abbandonata dagli anni cinquanta del XX secolo.

## Descrizione
La torre di Uig si trova su un promontorio nella parte orientale della baia omonima, sulla costa occidentale della penisola di Trotternish, sull'isola Skye in Scozia. Si tratta di un capriccio architettonico con l'aspetto di una torre medievale normanna rotonda su due piani. Non ha mai avuto alcuno scopo militare ed è stata costruita esclusivamente a fini decorativi, per dimostrare la ricchezza e lo status del maggiore Fraser.

### Monumento classificato come edificio storico
l'Highland Historic Environment Record nel suo Listing Buildings and Conservation Areas ha indicato la torre di Uig come monumento classificato di grado B.